# 서브디비전 서피스

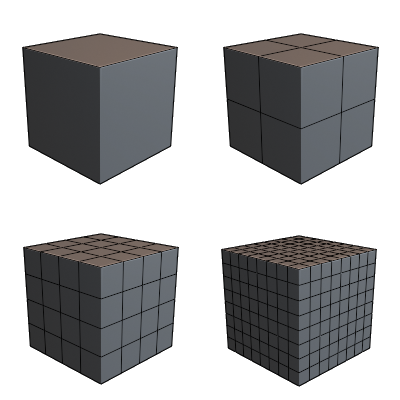

3차원 컴퓨터 그래픽스 분야에서 서브디비전 서피스(subdivision surface)는 더 거친 폴리곤 메시를 특징으로 재귀 알고리즘적 메소드에 의해 생성되는 굴곡이 진 표면이다. 굴곡진 표면, 즉 기반이 되는 안쪽 메시(inner mesh)는 거친 메시(control cage 또는 바깥 메시/outer mesh)로부터 계산이 가능하다. 각 다각형 면을 더 작은 면들로 구획을 나누는 반복적인 과정의 함수 극한으로서 기반이 되는 최종 굴곡 표면을 근사치에 더 잘 접근하게 한다.

## 같이 보기
- 비균일 유리 B-스플라인